# Saint-Just (Puy-de-Dôme)
Saint-Just település Franciaországban, Puy-de-Dôme megyében. Lakosainak száma 147 fő (2022. január 1.). Saint-Just Baffie, Beurières, Chaumont-le-Bourg, Églisolles, Grandrif, Marsac-en-Livradois, Medeyrolles, Saint-Martin-des-Olmes és Viverols községekkel határos.

## Népesség
A település népessége az elmúlt években az alábbi módon változott:
| Lakosok száma | 169  | 160  | 158  | 157  | 155  | 154  | 152  | 149  | 147  |
|               | 2013 | 2015 | 2016 | 2017 | 2018 | 2019 | 2020 | 2021 | 2022 |